# چارلز دوم
چارلزِ دوّم (به انگلیسی: Charles II) ملقب به شهریار شادکام (به انگلیسی: The Merry Monarch) (زادهٔ ۲۹ مه ۱۶۳۰ - درگذشتهٔ ۶ فوریهٔ ۱۶۸۵) پادشاه انگلستان، اسکاتلند و ایرلند از ۱۶۶۰ تا ۱۶۸۵ بود. او در طول جنگ‌های داخلی انگلستان که به قدرت گرفتن الیور کرامول و پایان موقتی نظام پادشاهی منجر شد، بیشتر در خارج از کشور به سر می‌برد؛ تا اینکه پارلمان پس از مرگ کرامول از او دعوت کرد تا به انگلستان بازگشته و قدرت را به عنوان پادشاه انگلستان در دست گیرد. قابلیت سازگاری سیاسی چارلز دوم و شناخت او از مردم سبب شد تا بتواند کشور را در طی درگیری‌های انگلیکن‌ها با کاتولیک‌ها و مخالفانی که در بیشترین مدت طول حکومتش با آن درگیر بود، به خوبی اداره کند. در عین حال چارلز فردی خوش‌گذران بود و با زنان بسیاری از جمله نل گوئین رابطه داشت و به‌همین دلیل او را شهریار شادکام لقب دادند.

## زندگی

### سال‌های آغازین و شروع جنگ داخلی
چارلز دوم بزرگترین پسر زنده‌ماندهٔ چارلز یکم و هنریتا ماریای فرانسوی بود که در ۲۹ مه [سبک قدیمی: ۸ ژوئن] ۱۶۳۰ در لندن و در کاخ سنت جیمز زاده شد. او سپس به ترتیب تحت توجه کنتس دورست، ویلیام کاوندیش، دوک نیوکاسل و مارکیز هرتفورد پرورش یافت. ۸ سال نخست زندگی او بدون اتفاق خاصی در کشوری که به نظر آرام می‌آمد سپری شد، اما در ۱۶۳۸ کم‌کم مشخص شد که این آرامشی پیش از طوفان است و زمانی که چارلز دوم به ۱۲ سالگی رسید، قلمرو پادشاهی پدرش بر اثر جنگ‌های داخلی از هم پاشیده بود.
با شروع جنگ‌های داخلی بین پیوریتن‌ها و پارلمان‌گراها از یک سو و پادشاه از سوی دیگر، چارلز دوم که در آن زمان عنوان شاهزادهٔ ولز را داشت با پدرش همراه گردید و در ۴ مارس ۱۶۴۵ از سوی چارلز یکم و به همراه ادوارد هاید و دیگر مشاورانش به غرب انگلستان فرستاده شد. اما حضور او نیز مثمر ثمر نبود و چارلز یکم سرانجام در ۱۶۴۶ از پیوریتن‌ها شکست خورد. پس از این اتفاق، چارلز دوم در ۱۷ فوریه همان سال در قلعهٔ پندنیس در فالموث گوشه‌نشین شد. سپس به سیلی رفت و تا ۱۶ آوریل در آنجا ماند و از همان‌جا به جرزی فرار کرد. در آخر چارلز علی‌رغم پیشنهادهای پارلمان به او و برخلاف توصیه‌های هاید که او را به ماندن در کشور تشویق می‌کرد، به فرانسه گریخت و در پاریس به مادرش پیوست و به مدت دو سال در آنجا ماند. او در این مدت تحت آموزش توماس هابز فیلسوف قرار گرفت.

### اعدام چارلز یکم و تاجگذاری در تبعید
در ۱۶۴۸ چارلز تلاش کرد تا پدرش را نجات دهد. او برگه‌ای سفید را امضا نمود و آن را به پارلمان داد تا در ازای گذشتن از جان پادشاه هر شرطی که مد نظرشان است را در آن بنویسند. اما این تلاش او نتیجه‌ای در برنداشت و چارلز یکم در ۲۷ ژانویه ۱۶۴۹ به اتهام ستمگری، خیانت به کشور، آدم‌کشی و با عنوان دشمن مردم از سوی دادگاه عالی به اعدام محکوم و چند روز بعد در ۳۰ ژانویه ۱۶۴۹ در وایت‌هال گردن زده شد.
چارلز پس از مرگ پدرش به اسکاتلند رفت و در آنجا با عنوان شاه چارلز دوم در ۱۶۵۱ در اسکون تاجگذاری کرد. او سپس در همان سال ارتشی را فراهم آورد و به سوی انگلستان لشکر کشید، اما از آنجا که نیروهای تحت فرمان او از انسجام لازم برخوردار نبودند، از نیروهای کرامول در نبرد ووستر به سختی شکست خورد. شاه جوان که توانسته بود از این نبرد جان سالم به در برد ۴۰ روز را در حال فرار در انگلستان سپری کرد تا این که چند تن از زیردستان وفادارش او را نجات دادند و چارلز در اکتبر ۱۶۵۱ توانست به فرانسه بگریزد. او در آنجا با فقری نسبی زندگی می‌کرد، اما این امنیت نیز چندان طول نکشید و چارلز به دنبال مذاکرات سال ۱۶۵۴ انگلستان و فرانسه مجبور به ترک آنجا و رفتن به آلمان شد. او سپس رو به اسپانیا آورد و عهدنامه‌ای را در آوریل ۱۶۵۶ با آنها امضا کرد و در هلند اسپانیا ساکن شد.
او سپس برادرش جیمز را، که در آن زمان به عضویت ارتش فرانسه درآمده بود، مجاب کرد تا به او بپیوندد و فرماندهی هنگ‌هایی از قوای ایرلندی-انگلیسی را به او داد. با این وجود، فقر چارلز مانع از تشکیل یک ارتش قدرتمند سلطنتی شد. از طرفی دیگر شاهزادگان اروپایی نیز که کوچکترین علاقه‌ای به مسایل او نداشتند، درخواست‌های چارلز برای ازدواج با شاهدخت‌هایشان را رد می‌کردند.

### مرگ کرامول و بازگشت به انگلستان

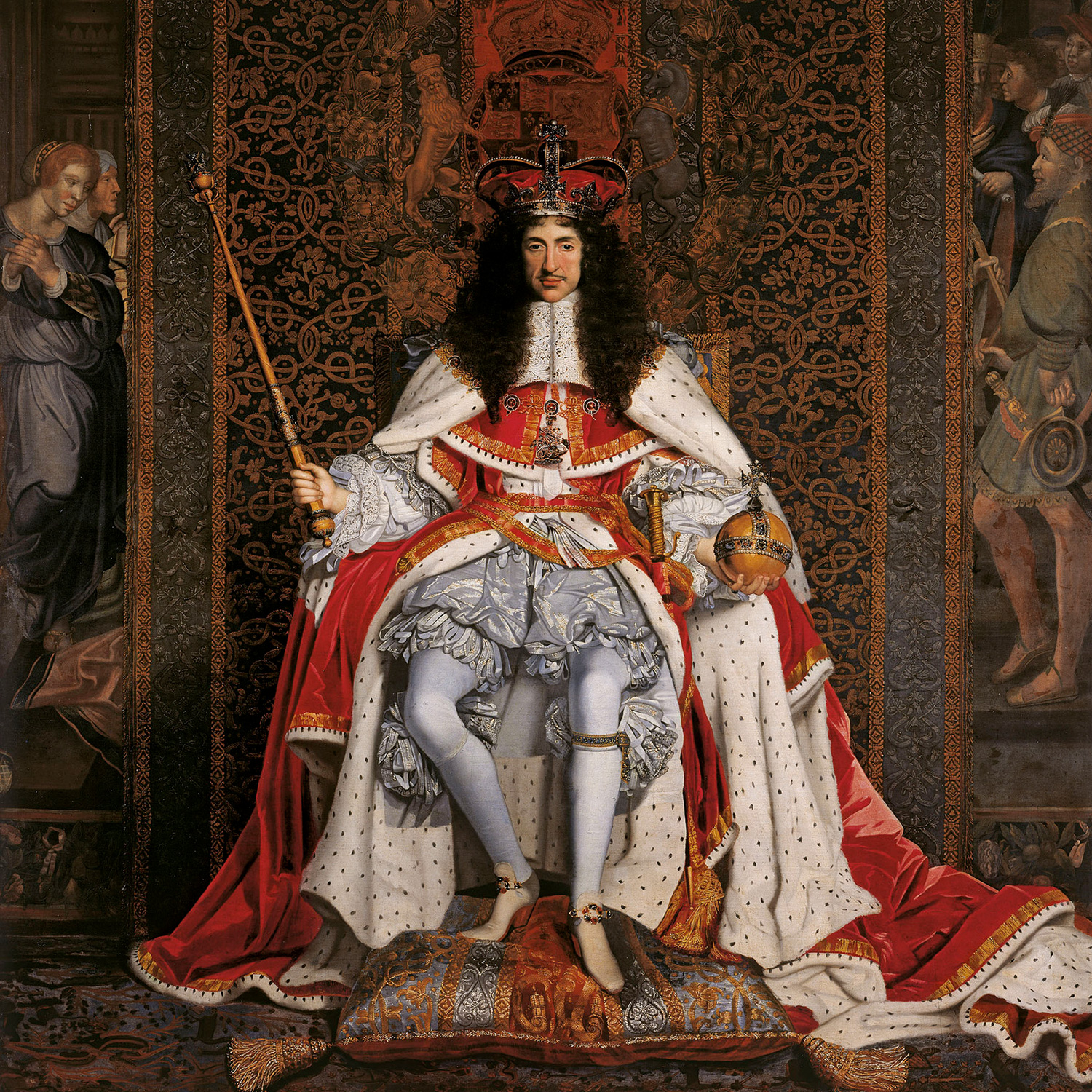
تاجگذاری چارلز دوم اثر جان مایکل رایت

سرانجام کرامول در ۱۶۵۸ درگذشت و جرج مانک، یکی از فرماندهان ارشد کرامول، که احساس می‌کرد با به قدرت رسیدن جانشینان او انگلستان (که در آن زمان به فقر گرفتار شده بود) حتماً از هم خواهد پاشید؛ با استفاده از ارتش نیرومند خود شرایط را در ۱۶۶۰ برای بازگشت دوبارهٔ چارلز به کشور مهیا ساخت. مردم انگلستان نیز که بیشترشان خواهان بازگشت به یک رژیم پادشاهی باثبات و قانونی بودند از این موضوع استقبال کردند. به‌دنبال این دعوت، چارلز دوم با توصیه و کمک ادوارد هاید، مشاور اصلی خود، در آوریل ۱۶۶۰ اعلامیه‌ای را صادر کرد که در آن از تمایل خود برای عفو عمومی، آزادی عقیده، حل و فصل عادلانهٔ منازعات مربوط به مالکیت زمین و پرداخت کامل دین‌های عقب‌افتادهٔ ارتش سخن گفته بود. با این شروط، چارلز دوم در مه ۱۶۶۰ پادشاه انگلستان اعلام شد. او در ۲۵ مه از تبعید ۹ ساله‌اش به انگلستان بازگشت، در دوور پیاده شد و در سی‌امین سالروز تولدش به لندن که غرق در جشن و شادی بود وارد شد.
چارلز پس از بازگشتش به انگلستان با آنانی که پدرش را محکوم به مرگ کرده بودند مدارا نمود و تنها ۱۷ نفر از توطئه‌گران را اعدام کرد. او همچنین از سر سیاست خواهان مدارای مذهبی بود اما پارلمانِ کاملاً انگلیکایی انگلستان، مجموعه‌ای از قوانین موسوم به «نظام‌نامهٔ کلارندون» را تصویب کرد که به موجب آن با کسانی که از دین رسمی کشور پیروی نمی‌کردند به شدت برخورد می‌شد. چارلز در ۱۶۶۲ اعلامیهٔ زیاده‌روی را صادر نمود و سعی کرد تا این قوانین را به حالت تعلیق درآورد، اما در ۱۶۶۳ مجبور به عقب‌نشینی از مواضع خود شد.
این برای اولین بار در تاریخ انگلستان بود که قدرت پارلمان از قدرت پادشاه بیشتر شده بود و چارلز که با محدودیت قدرت سلطنتی و امتیازاتش روبرو بود، مجبور شد تا هزینهٔ لازم برای ادارهٔ کشور را از طریق مالیات‌های گمرکی و مقرری‌ای که از سوی لوئی چهاردهم فرانسه به او پرداخت می‌شد تأمین نماید.

### طاعون و آتش‌سوزی بزرگ لندن و شکست از هلند
چارلز در نخستین دههٔ حکومت خود با مشکلات بسیاری روبرو شد. او که افزایش تجارت دریایی هلند را تهدیدی برای کشتیرانی انگلستان می‌دید، «قوانین ناوبری» کرامولی را در ۱۶۶۰ و ۱۶۶۳ مورد حمایت قرار داد و در ۱۶۶۴ برادرش جیمز توانست مستعمرهٔ هلند در آمریکا را به نام نیو آمستردام تصرف کند. نام این مستعمرهٔ جدید سپس به افتخار جیمز که دوک یورک بود، به نیویورک تغییر دادند.
با این حال در ۱۶۶۵، انگلستان و هلند بر سر تجارت خارجی درگیر جنگ با یکدیگر شدند که تا ۱۶۶۷ ادامه یافت و هزینهٔ سرسام‌آور آن باعث کاهش شدید محبوبیت چارلز در داخل کشور شد. در همین دوران و در ۱۶۶۵، لندن دچار همه‌گیری طاعون شد که از آن با عنوان طاعون بزرگ لندن یاد می‌شود و یک سال بعد در ۱۶۶۶، آتش‌سوزی بزرگ لندن اتفاق افتاد که در طی آن نیمی از شهر به ویرانه بدل شد. سومین فاجعه در ۱۶۶۷ روی داد و آن شکست انگلستان به دلیل سهل‌انگاری و سوءمدیریرت در جنگ با هلند بود. در این سال ناوگان هلند وارد مدوی شد، پنج کشتی جنگی را غرق و کشتی عظیم رویال چارلز را به‌عنوان غنیمت با خود به هلند بردند.
این شکست سبب تحقیر شاه و مجلس شد؛ چرا که به‌اندازهٔ کافی به امور حکومتی توجه نشان نمی‌دادند. پس چارلز برای پاک ساختن نام خود، در همان سال مشاور ارشدش ادوارد هاید را، که پس از بازگشتشان به انگلستان او را به مقام ارل کلارندون منصوب کرده بود، از کار برکنار و گروهی از وزیران را موسوم به کابال به جای او مسئول نمود.

### سیاست خارجی و بحران داخلی

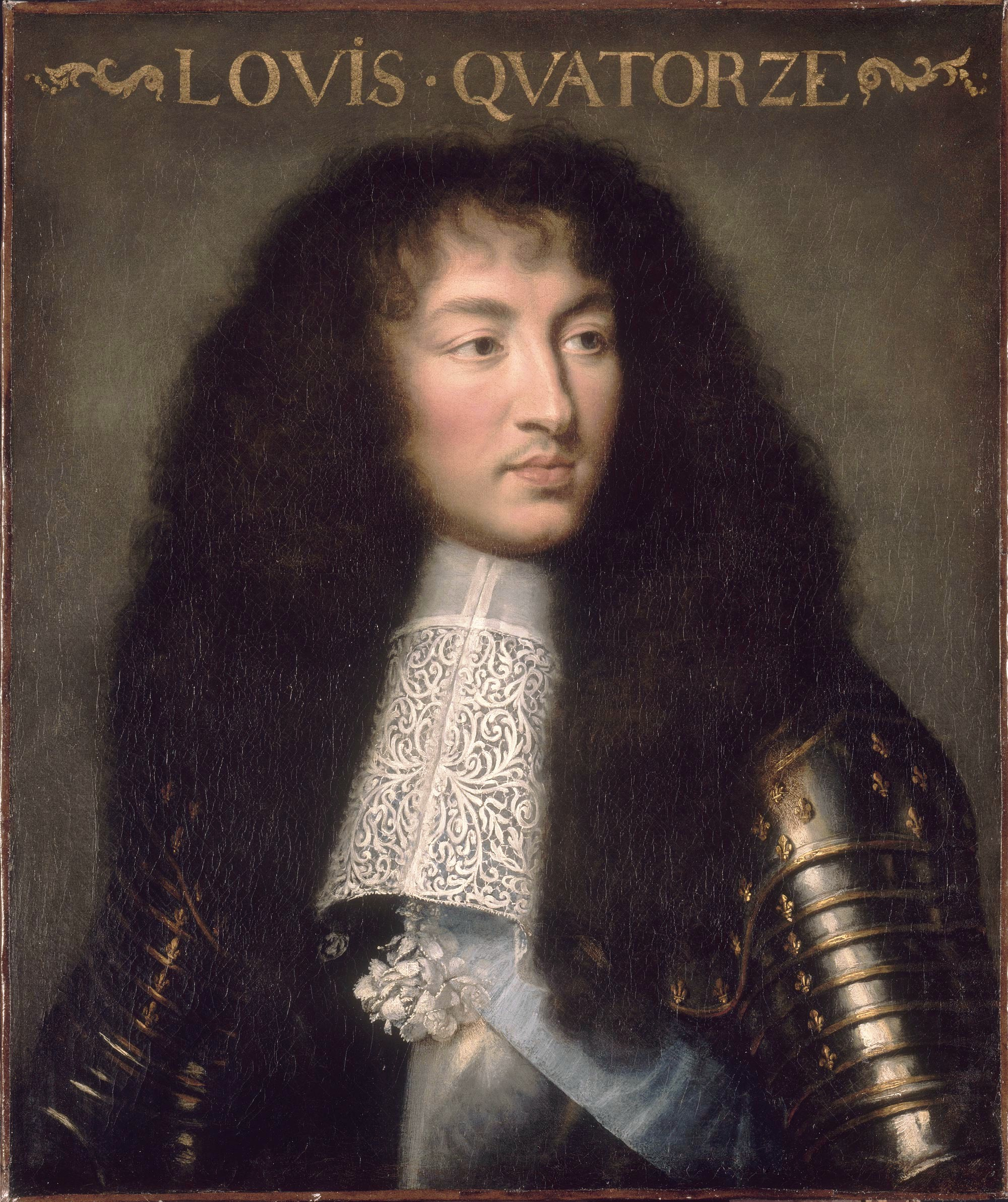
لوئی چهاردهم اثر شارل لبرون

چارلز در عرصهٔ خارجی دنباله‌روی سیاست‌های جمهوری کرامول و «قوانین ناوبری» آن بود که در نهایت در دههٔ ۱۶۶۰ به دومین جنگ با هلند و شکست انگلستان در ۱۶۶۷ منجر شد. با این حال در ۱۶۶۸ اتحادی سه‌گانه بین انگلستان، هلند و سوئد منعقد گردید.
چارلز دوم در ۱۶۶۲ با کاترین براگانزا، شاهدختی پرتغالی ازدواج کرده بود و از این طریق، طنجه و بمبئی نیز در تملک انگلستان قرار گرفته بود، با این حال این شهرها برای او از ارزش استراتژیک کمتری نسبت به دنکرک که آن را در ۱۶۶۲ به لوئی چهاردهم فروخته بود برخوردار بود. به همین جهت چارلز حاضر بود تا خیلی چیزها را برای اتحاد با عموزادهٔ فرانسوی جوانش فدا کند. او از طریق خواهرش هنریتا آن، دوشس اورلئان، با دربار فرانسه در ارتباط مستقیم قرار داشت و در مه ۱۶۷۰ دو طرف پیمان‌نامهٔ به اصطلاح مخفی دوور را با یکدیگر امضا کردند. به موجب این عهدنامه، او سالانه ۲۰۰ هزار پوند کمک مالی از فرانسه دریافت می‌کرد و در مقابل، باید وارد جنگ با هلند می‌شد. همچنین چارلز باید به دین کاتولیک می‌گروید و این موضوع را به محض آنکه شرایط حکومتیش اجازه می‌داد اعلام می‌کرد.
این سازشی خطرناک برای چارلز دوم محسوب می‌شد، اما علی‌رغم تلاشش برای دنبال کردن سیاستی مستقل از لوئی؛ چه از سر تمایل و چه از ترس باجگیری، همچنان او را همراهی می‌کرد و این موضوع سبب بدگمانی و از دست رفتن اعتماد زیردستانش در انگلستان به او شد. چارلز برای جلب اعتماد دوباره مردم در ۱۶۷۳ «فرمان آزمون» که صاحب‌منصبان دولتی و حکومتی را ملزم به نفی و تکفیر کاتولیسیزم می‌نمود را تأیید کرد و در ۱۶۷۴ عهدنامهٔ صلحی را با هلند به امضا رساند.
با فروپاشی کابینهٔ کابال، تامس آزبورن، ارل دانبی به سِمت وزیر ارشد انتخاب شد و سیاستی دوستانه را با هلند در پیش گرفت. از سوی دیگر، پارلمان همچنان رفتاری خصمانه نسبت به چارلز داشت و پادشاه برای تأمین هزینه‌های حکومت خود بار دیگر به امضای توافق‌نامه‌هایی مخفی با لوئی چهاردهم پرداخت که به‌موجب آن‌ها در ازای در پیش گرفتن سیاست‌های طرفدار فرانسه، کمک مالی هنگفتی را از آن کشور دریافت می‌داشت. از سوی دیگر جنبش‌هایی ضد فرانسوی در داخل کشور به راه افتاده بود و چارلز دوم در ظاهر با آنان همراهی می‌کرد. با این حال اتحاد او با لوئی در ۱۶۷۷ و به‌دنبال ازدواج برادرزاده‌اش ماری با ویلیام اورانژ (بزرگترین دشمن لوئی چهاردهم) به پایان رسید.

### بحران جانشینی، احساسات ضد کاتولیکی و انحلال پارلمان

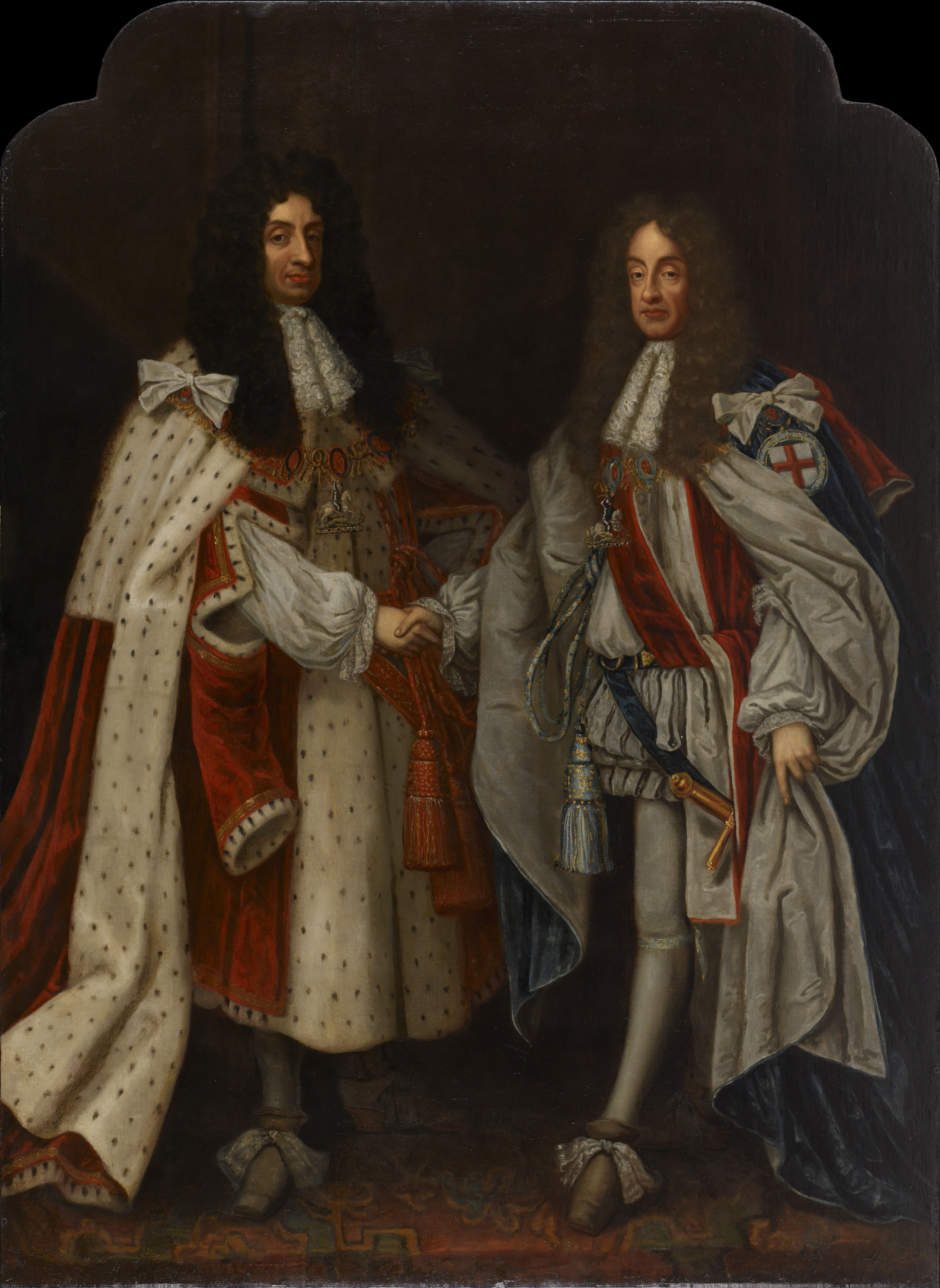
چارلز دوم و برادرش جیمز

این موضوع که چارلز و همسرش ملکه کاترین براگانزا نتوانسته بودند صاحب فرزندی شوند، باعث ناامیدی مردم برای داشتن ولیعهدی مشروع شده بود. از طرف دیگر ازدواج دوم جیمز، دوک یورک و برادر چارلز که گرویدنش به مذهب کاتولیسم را آشکارا اعلام کرده بود، با ماری مُدنای کاتولیک در ۱۶۷۳، این احتمال را تقویت می‌کرد که جانشینی به افرادی کاتولیک مذهب برسد. این موضوع سبب شد تا چارلز به‌خاطر برادرش مورد سخت‌ترین حملات سیاسی قرار گیرد. حتی شایعاتی در ۱۶۷۸ بر سر زبان‌ها افتاد که کلیسای کاتولیک روم در صدد قتل چارلز است تا برادرش جیمز را به جای او بر تخت نشاند.
این شایعه که از جانب فردی به نام تیتوس اوتس ساخته شده و به «توطئهٔ پاپی» (به انگلیسی: Popish Plot) شهرت یافته بود باعث برانگیختگی احساسات ضد کاتولیکی در انگلستان شد. اما چارلز در این مدت هیچ‌گونه واکنشی نسبت به این سخنان از خود نشان نداده بود تا اینکه ملکه نیز مورد اتهام قرار گرفت و چارلز با دخالت در آن از همسرش دفاع نمود.
با این حال این اتفاقات سبب شد تا ارل اول شافتزبری با بهره‌برداری از آن، سردمدار جنبشی شود که خواهان حذف جیمز از جانشینی پادشاهی انگلستان بود. اما چارلز در ۱۶۸۱ پارلمان را منحل نمود تا جلوی تصویب «قانون محروم‌سازی» شفتزبری را بگیرد. بدین ترتیب چارلز فرمانروای مطلق انگلستان شد و بدون پارلمان به ادارهٔ کشور پرداخت. او که محبوبیتش پس از پشت سر گذاشتن این بحران به‌شدت افزایش یافته بود، در جهت کوتاه کردن دست دیگر حامیان محروم‌سازی از قدرت (که با عنوان ویگ شناخته می‌شدند) تلاش نمود و در عین حال، دولت‌های محلی را نیز با تهدیدشان به لغو امتیازنامه‌های شهری به اطاعت از خود واداشت.

### مرگ
چارلز دوم در ۱۶ فوریه [سبک قدیمی: ۶ فوریه] ۱۶۸۵ و به‌عنوان یک کاتولیک درگذشت و پس از او برادرش جیمز با عنوان جیمز دوم پادشاه انگلستان شد. چارلز با آن که آنکه هیچ فرزند مشروعی نداشت، پدر فرزندان نامشروع زیادی بود. او در طول عمرش معشوقه‌های زیادی داشت که از آن جمله می‌توان به لوسی والتر، بارابارا ویلیر (دوشس کلیولند)، لوئیز کرول، دوشس پورتسموث و نل گوئین اشاره کرد.